# Phymatopsallus cuneopuctatus
Phymatopsallus cuneopuctatus är en insektsart som beskrevs av Knight 1964. Phymatopsallus cuneopuctatus ingår i släktet Phymatopsallus och familjen ängsskinnbaggar. Inga underarter finns listade i Catalogue of Life.